# Greg Orloff
Pour les articles homonymes, voir Orloff.
Greg Orloff, CAS, est un ingénieur du son américain.

## Biographie
Depuis la fin des années 1970, Greg Orloff a travaillé successivement pour Group !V Recording, Motown Recording Studio, TAJ Soundworks, Skywalker Sound South et Sony Pictures Entertainment, où il est mixeur cinéma depuis 1995.

## Filmographie (sélection)

### Cinéma
- 1981 : Les Aventuriers de l'arche perdue (Raiders of the Lost Ark) de Steven Spielberg
- 1982 : Brisby et le Secret de NIMH (The Secret of NIMH) de Don Bluth
- 1982 : Poltergeist de Tobe Hooper
- 1983 : Tendres Passions (Terms of Endearment) de James L. Brooks
- 1983 : La Quatrième Dimension (Twilight Zone: The Movie) de John Landis, Steven Spielberg, Joe Dante et George Miller
- 1983 : Un fauteuil pour deux (Trading Places) de John Landis
- 1984 : Gremlins de Joe Dante
- 1984 : À la poursuite du diamant vert (Romancing the Stone) de Robert Zemeckis
- 1984 : Footloose d'Herbert Ross
- 1985 : Taram et le Chaudron magique (The Black Cauldron) de Ted Berman et Richard Rich
- 1985 : Silverado de Lawrence Kasdan
- 1985 : Retour vers le futur (Back to the Future) de Robert Zemeckis
- 1985 : Série noire pour une nuit blanche (Into the Night) de John Landis
- 1986 : Golden Child : L'Enfant sacré du Tibet (The Golden Child) de Michael Ritchie
- 1986 : Trois amigos ! (¡Three Amigos!) de John Landis
- 1986 : Le Maître de guerre (Heartbreak Ridge) de Clint Eastwood
- 1986 : Fievel et le Nouveau Monde (An American Tail) de Don Bluth
- 1986 : Basil, détective privé (The Great Mouse Detective) de Ron Clements, Burny Mattinson, David Michener et John Musker
- 1987 : Princess Bride (The Princess Bride) de Rob Reiner
- 1987 : Liaison fatale (Fatal Attraction) d'Adrian Lyne
- 1987 : Le Flic de Beverly Hills 2 (Beverly Hills Cop II) de Tony Scott
- 1987 : L'Arme fatale (Lethal Weapon) de Richard Donner
- 1987 : La Veuve noire (Black Widow) de Bob Rafelson
- 1988 : J'ai épousé une extra-terrestre (My Stepmother Is an Alien) de Richard Benjamin
- 1988 : Young Guns de Christopher Cain
- 1988 : La Dernière Cible (The Dead Pool) de Buddy Van Horn
- 1988 : Qui veut la peau de Roger Rabbit (Who Framed Roger Rabbit?) de Robert Zemeckis
- 1988 : Beetlejuice de Tim Burton
- 1988 : Milagro (The Milagro Beanfield War) de Robert Redford
- 1989 : Abyss (The Abyss) de James Cameron
- 1989 : L'Arme fatale 2 (Lethal Weapon 2) de Richard Donner
- 1989 : Retour vers le futur 2 (Back to the Future Part II) de Robert Zemeckis
- 1990 : Un flic à la maternelle (Kindergarten Cop) d'Ivan Reitman
- 1990 : Fenêtre sur Pacifique (Pacific Heights) de John Schlesinger
- 1990 : L'Expérience interdite (Flatliners) de Joel Schumacher
- 1990 : 58 minutes pour vivre (Die Hard 2 : Die Harder) de Renny Harlin
- 1990 : Dick Tracy de Warren Beatty
- 1990 : Retour vers le futur 3 (Back to the Future Part III) de Robert Zemeckis
- 1990 : Chasseur blanc, cœur noir (White Hunter, Black Heart) de Clint Eastwood
- 1991 : JFK d'Oliver Stone
- 1991 : Boyz N the Hood de John Singleton
- 1991 : Robin des Bois, prince des voleurs (Robin Hood: Prince of Thieves) de Kevin Reynolds
- 1991 : Hudson Hawk, gentleman et cambrioleur (Hudson Hawk) de Michael Lehmann
- 1991 : The Doors d'Oliver Stone
- 1992 : Le Dernier des Mohicans (The Last of the Mohicans) de Michael Mann
- 1992 : Basic Instinct de Paul Verhoeven
- 1992 : Arrête ou ma mère va tirer ! (Stop! Or My Mom Will Shoot) de Roger Spottiswoode
- 1995 : Waterworld de Kevin Reynolds
- 1997 : Alien, la résurrection (Alien: Resurrection) de Jean-Pierre Jeunet
- 1997 : Le Mariage de mon meilleur ami (My Best Friend's Wedding) de Paul John Hogan
- 1998 : Armageddon de Michael Bay
- 2000 : Charlie et ses drôles de dames (Charlie's Angels) de McG
- 2000 : O'Brother (O Brother, Where Art Thou?) de Joel et Ethan Coen
- 2003 : Intolérable Cruauté (Intolerable Cruelty) de Joel et Ethan Coen
- 2003 : Charlie's Angels : Les Anges se déchaînent ! (Charlie's Angels: Full Throttle) de McG
- 2004 : Ray de Taylor Hackford
- 2004 : La Mort dans la peau (The Bourne Supremacy) de Paul Greengrass
- 2004 : Ladykillers (The Ladykillers) de Joel et Ethan Coen
- 2005 : Sa mère ou moi ! (Monster-in-Law) de Robert Luketic
- 2007 : Les Quatre Fantastiques et le Surfer d'argent (Fantastic Four: Rise of the Silver Surfer) de Tim Story
- 2007 : No Country for Old Men de Joel et Ethan Coen
- 2007 : Ghost Rider de Mark Steven Johnson
- 2009 : Transformers 2 (Transformers: Revenge of the Fallen) de Michael Bay
- 2009 : L'Attaque du métro 123 (The Taking of Pelham 1 2 3) de Tony Scott
- 2010 : True Grit de Joel et Ethan Coen
- 2011 : Sexe entre amis (Friends with Benefits) de Will Gluck
- 2013 : Inside Llewyn Davis de Joel et Ethan Coen
- 2014 : Annie de Will Gluck
- 2015 : Le Nouveau Stagiaire (The Intern) de Nancy Meyers
- 2016 : Bad Moms de Jon Lucas et Scott Moore
- 2016 : Ave, César ! (Hail, Caesar!) de Joel et Ethan Coen

### Télévision
- 1992-1994 : Bienvenue en Alaska (50 épisodes)
- 1992-1998 : Les Simpson (123 épisodes)
- 1994-1995 : La Vie à cinq (22 épisodes)
- 1995-1997 : Chicago Hope : La Vie à tout prix (48 épisodes)

## Distinctions

### Récompenses
- Oscar du meilleur mixage de son
  - en 2005 pour Ray
- British Academy Film Award du meilleur son
  - en 2005 pour Ray

### Nominations
- Oscar du meilleur mixage de son
  - en 2008 pour No Country for Old Men
  - en 2011 pour True Grit
  - en 2014 pour Inside Llewyn Davis
- British Academy Film Award du meilleur son
  - en 2008 pour No Country for Old Men
  - en 2011 pour True Grit
  - en 2014 pour Inside Llewyn Davis